# Pyrrhia junctia
Pyrrhia junctia là một loài bướm đêm trong họ Noctuidae.